# Blueface
Blueface, également appelé Blueface Bleedem, de son vrai nom Johnathan Michael Porter, né le 20 janvier 1997 à Los Angeles, en Californie, est un rappeur et danseur américain. Il est principalement connu pour avoir interprété le single nommé Thotiana, sorti en 2018. 
En octobre 2018, après avoir publié sa chanson Dead Locs Pt. 1 et Dead Locs Pt. 2, Blueface est devenu un mème viral sur Internet grâce à son style de rappeur décalé. Ensuite, il publie le vidéoclip de sa chanson Respect My Crypn qui devient à nouveau virale.  En novembre 2018, il signe chez Cash Money West, la branche de la Côte Ouest du label de Birdman Cash Money Records,. Le nom « Blueface » vient du fait qu'il soit affilié aux Crips (gang des États-Unis dont la couleur est le bleu) et qu'il possède un tatouage de Benjamin Franklin sur le visage qui apparaît sur les billets bleus de 100 $.

## Biographie

### Enfance
Jonathan Porter grandit à Mid City, dans l'ouest de Los Angeles, et a fréquenté plusieurs écoles primaires avant d'emménager avec sa mère dans la Vallée de Santa Clarita. Il s'est par la suite installé à Oakland avec son père. Après s'être installé dans la vallée de San Fernando, Porter a fréquenté le Lycée Arleta et a rejoint l'équipe de football. Il est devenu le quarterback en 2014, mesurant 191 cm et pesant 72 kg. En tant que quarterback, Porter a mené l'équipe à un championnat de la East Valley League en 2014. Lançant pour 1,234 yards et 17 touchdowns en 2013 et 1,724 yards et 21 touchdowns en 2014, Porter s'est engagé à jouer pour l'Université d'État de Fayetteville avec un avenir prometteur et de grandes chances d'être drafté en NFL mais a seulement brièvement joué au football américain universitaire avant de partir pour des raisons inconnues en 2016. 
Blueface a commencé à s'intéresser au rap dès son plus jeune âge et a principalement écouté 50 Cent , The Game et Snoop Dogg.

### Carrière

#### 2018 – présent: début de carrière et succès viral
Avant de se lancer dans l'industrie du rap, Porter était un père au foyer et vivait dans sa voiture ; il a finalement occupé quelques emplois temporaires. 
Porter a commencé à rapper en janvier 2018 sous le nom de scène Blueface Bleedem, en référence à ses liens avec le gang School Yard Crip. De retour à Los Angeles après avoir quitté sa carrière de footballeur universitaire, il a été invité au studio de musique de son ami Laudiano pour récupérer un chargeur de téléphone. Et après avoir été défié à rapper sur un beat, Porter a commencé à travailler et collaborer avec Laudiano pour sortir sa première chanson, Dead Locs sur SoundCloud,. En juin 2018, il publie son premier projet complet, Famous Cryp.  En septembre 2018, après que la chanson et l'EP lui aient valu ses premiers fans locaux en Californie, il a sorti sa deuxième EP, Two Coccy sur SoundCloud et Spotify,,,. 
Le 8 octobre 2018, Blueface a publié une vidéo pour sa chanson Respect My Crypn par le biais de la chaîne YouTube WorldStarHipHop, et peu de temps après, la chanson a été postée sur Twitter où il est devenu un mème viral en raison de son flow en retard par rapport au beat et de l'intonation de sa voix, avec des utilisateurs comparant sa voix à celle du personnage de bande dessinée Courage, le chien froussard et Birdarang de Teen Titans Go!,,. La popularité de la vidéo a attiré l'attention sur la musique de Blueface, avec ses chansons Thotiana et Next Big Thing qui ont gagné en popularité. Sa popularité augmenta encore plus quand il organisa un concours sur sa page Instagram cette semaine-là concernant le lycée qu'il devait visiter. Pasadena High School (Californie) a remporté une victoire contre le Santa Monica High School. La cascade des médias sociaux a attiré de nouveaux adeptes et attiré l'attention sur le rappeur. En novembre 2018, Blueface a été signé par Cash Money Records, sur la filiale Cash Money West, et a publié des clips de lui-même dans le studio avec Drake et Quavo sur sa page Instagram,,,. 
En décembre 2018, Blueface est redevenu viral grâce à une vidéo acoustique d'Einer Bankz présentant sa nouvelle chanson Bleed It. Blueface a publié la chanson deux jours plus tard, incluant une vidéo sur la chaîne YouTube de Lyrical Lemonade réalisée par Cole Bennett, qui a recueilli plus de 2 millions de vues en seulement 24 heures. 
Le 26 janvier 2019, le tube de Blueface Thotiana a fait ses débuts sur le Billboard Hot 100 à la 75e place, devenant ainsi sa première chanson à figurer sur le Billboard Hot 100. La chanson est ensuite sortie en single le même jour et un remix avec YG est sorti avec un clip vidéo et par la suite, Cardi B. Il a ensuite enchaîné les hit avec Offset, le remix de Shotta Flow avec NLE Choppa et son single Daddy avec Rich The Kid jusqu'à en devenir une star du rap actuel.
Le 13 mars 2020, Blueface sort officiellement son premier album studio après l'avoir repoussé deux fois. L'album porte un nom provocateur Find The Beat littéralement « trouver le rythme » en référence au style décalé du rappeur.

### Vie privée
Blueface a trois enfants, un fils, né en 2017, une fille née en 2022 avec la rappeuse Jaidyn Alexxis. Ainsi qu'un autre (présumé) fils nommé Chrisean Jr, né en 2023, avec la rappeuse Chrisean Rock.

## Style musical
Le style décalé et la voix unique de Blueface ont été comparés à ses collègues des rappeurs californiens E-40 et Suga Free , ainsi qu’aux rappeurs du Sud, Juvenile et Silkk the Shocker. Blueface a déclaré qu'il écrivait « en rythme » et utilisait l'instrumental comme base pour toutes ses chansons.  

## Affaires judiciaires
Le 16 novembre 2018, vers 20 h 30, heure locale, un homme d'une station-service de Chevron s'est approché de Porter, qui a alors tenté de le voler. Porter a tiré en arrière sur le véhicule de l'homme et a ensuite été arrêté et accusé d'avoir tiré sur un véhicule occupé, un crime dans l'État de Californie. Porter a été libéré sous caution de 50 000 dollars le 18 novembre. 
Blueface a également est arrêté en 2019 pour possession d'armes à feu.
Le 15 novembre 2022, Porter a été arrêté pour tentative de meurtre et fusillade à Las Vegas dans le Nevada, le 8 octobre de la même année. Il a été emprisonné au centre de détention du comté de Clark. Le 2 octobre 2023, il a été condamné à trois ans de probation, avec une peine de prison possible de deux à cinq ans s'il viole sa probation. Le 12 janvier 2024, Blueface a été arrêté pour violation de sa probation.
En août 2024, Porter a été condamné à quatre ans de prison, à la suite d'un incident de coups et blessures survenu en 2021 et à une violation de sa probation.

## Discographie

### Album
- 2020 : Find The Beat

### Mixtapes
- 2017 : Two Coccy
- 2018 : Famous Cryp
- 2019 : Dirt Bag
- 2020 : Famous Cryp Reloaded

### Singles
| Titre                      | Année | Positions sur les Classements Internationaux | Positions sur les Classements Internationaux | Positions sur les Classements Internationaux | Positions sur les Classements Internationaux | Positions sur les Classements Internationaux | Positions sur les Classements Internationaux | Positions sur les Classements Internationaux | Album       |
| Titre                      | Année | US                                           | US R & B / HH                                | CAN                                          | FRA                                          | NZ                                           | SWE                                          | UK                                           | Album       |
| -------------------------- | ----- | -------------------------------------------- | -------------------------------------------- | -------------------------------------------- | -------------------------------------------- | -------------------------------------------- | -------------------------------------------- | -------------------------------------------- | ----------- |
| Thotiana                   | 2018  | 9                                            | 4                                            | 12                                           | 168                                          | 9                                            | 59                                           | 17                                           | Famous Cryp |
| Bleed It                   | 2019  | —                                            | 48                                           | —                                            | —                                            | —                                            | —                                            | —                                            | Dirt Bag    |
| Daddy (feat. Rich the Kid) | 2019  | 78                                           | 30                                           | 72                                           | —                                            | —                                            | —                                            | —                                            | Dirt Bag    |